# Rivière au Castor
Pour les articles homonymes, voir Castor.
La rivière au castor est un affluent du littoral Est de la baie James. Ce cours d'eau descend dans la municipalité de Eeyou Istchee Baie-James, dans la région administrative du Nord-du-Québec, au Québec, au Canada.

## Géographie
Les principaux bassins versants voisins de la rivière au Castor sont :
- côté nord : la Grande Rivière, rivière Caillet ;
- côté est : réservoir Robert-Bourassa ;
- côté sud : rivière au Castor Est, rivière Maquatua ;
- côté ouest : baie James.

Le principal plan d'eau de tête de la rivière au Castor est le lac Duncan (longueur : 29,2 km ; largeur : 9,2 km ; altitude : 135 m), situé à 2,6 km à l'ouest d'un barrage de retenu du réservoir Robert-Bourassa. Ce lac est alimenté :
- côté nord : par plusieurs petits lacs et ruisseaux dont les lacs Vion et Apisisu ;
- côté est : par trois décharges dont celle du lac Kachinukamach (longueur : 3,8 km ; altitude : 166 m) ; celle du lac Achan Amikap (altitude : 139 m) ; et celle du Petit lac Michikusiw (altitude : 162 m).

Le lac Duncan se déverse par le sud-ouest ; l'eau coule sur 340 m jusqu'au lac Esprit (longueur : 21,4 km ; largeur : 1,4 km ; altitude : 133 m) lequel longe le littoral sud du lac Duncan. Le courant traverse le lac Esprit vers l'est, puis vers le sud, sur 10,2 km (incluant la baie du sud). L'embouchure du lac Esprit est situé au fond d'une baie de 4,3 km de profondeur ; la décharge de ce lac descend vers le sud sur 6,9 km pour rejoindre la décharge (venant de l'est) des lacs Kachipinikaw (longueur : 9,7 km ; largeur : 2,3 km ; altitude : 135 m), Hélène (altitude : 149 m) et Kowskatehkakmow (longueur : 15,5 km ; largeur : 1,9 km ; altitude : 150 m) situé à 3,6 km à l'ouest du réservoir Robert-Bourassa.
À partir de cette confluence, la rivière au Castor coule vers le sud-ouest, jusqu'à l'embouchure de la rivière au Castor Est (venant du sud-est). De là, le courant vers l'ouest jusqu'au littoral Est de la baie James ; l'eau s'y déverse sur une longue grève.

## Toponymie
Emblème du Canada, le castor est un mammifère rongeur végétarien de la famille des castoridés. Son corps massif comporte une tête large et au museau court. Bon nageurs, le castor est muni d'une large queue plate et de pattes postérieures palmées. Certaines espèces de castors vivent en colonies. En groupe, ils se construisent des digues et des abris avec des branches et de la terre battue. 
Le toponyme rivière du Castor a été officialisé le 5 décembre 1968 à la Banque des noms de lieux de la Commission de toponymie du Québec.